# Eulepidotis merricki
Eulepidotis merricki är en fjärilsart som beskrevs av Holland 1902. Eulepidotis merricki ingår i släktet Eulepidotis och familjen nattflyn. Inga underarter finns listade i Catalogue of Life.